# Movimento Nascido Novamente
O Movimento Nascido Novamente (派 派 Zhongshengpai) BAM, ou Igreja da Palavra da Vida, ou Igreja All Ranges (教会 范围 教会 Quanfanwei jiaohui, "Igreja do Escopo Total" Born Again Movement) da China é um movimento religioso cristão fundado por Peter Xu Yongze em 1968 durante o Revolução Cultural Chinesa, quando todas as igrejas foram oficialmente fechadas pelo governo comunista sob o presidente Mao .
O BAM é uma rede de igrejas domésticas baseada em Henan, cujos membros podem chegar a milhões. Em 1998, havia cerca de 3 milhões de seguidores independentes das igrejas oficiais do Movimento Patriótico dos Três Autos na China. A revista Christianity Today relata que “os desmembramentos do BAM, um dos grupos religiosos que mais crescem na China, estimam 20 milhões de seguidores, quase o dobro do tamanho da igreja registrada, que foi restabelecida em 1979”. Xu havia ensinado que chorar era uma evidência essencial de arrependimento, embora nos últimos anos isso tenha tido menos ênfase no movimento. A preocupação com essa ênfase veio não apenas da igreja oficial do Movimento Patriótico dos Três Autos, mas também de alguns líderes de igrejas domésticas chinesas .
Xu foi preso pelo governo chinês em 1998 sob a acusação de "ser um líder de um culto religioso proibido, interromper a ordem pública e espalhar heresia religiosa sobre o fim iminente do mundo".
A agência de notícias oficial chinesa comparou Xu a David Koresh . Os líderes das igrejas registradas e das igrejas domésticas, incluindo Samuel Lamb e Allen Yuan, criticaram Xu e seu movimento por ensinamentos pouco ortodoxos, como a expectativa de que novos conversos chorem por três dias para trazer perdão por seus pecados.  Ele foi libertado em 2000.